# Мечеть Шах Мелек
Мече́ть Шах Меле́к (тур. Şah Melek Camii) — мечеть османського періоду в місті Едірне. Була збудована у 1429 році Шах Мелек-пашею, який служив румелійським бейлербеєм за часів правління османських султанів Мехмеда I та Мурада II.
Під час Балканських воєн мінарет мечеті був зруйнований внаслідок влучання в нього артилерійського снаряда.
Споруда має прямокутний план і є мурованою. Мечеть мала один купол та, згідно з початковим проєктом, один мінарет.